# Pomona Park
Pomona Park és una població dels Estats Units a l'estat de Florida. Segons el cens del 2000 tenia 789 habitants.

## Demografia
Segons el cens del 2000, Pomona Park tenia 789 habitants, 349 habitatges, i 204 famílies. La densitat de població era de 104 habitants/km².
Dels 349 habitatges en un 22,3% hi vivien nens de menys de 18 anys, en un 45,8% hi vivien parelles casades, en un 7,7% dones solteres, i en un 41,5% no eren unitats familiars. En el 36,4% dels habitatges hi vivien persones soles el 18,6% de les quals corresponia a persones de 65 anys o més que vivien soles. El nombre mitjà de persones vivint en cada habitatge era de 2,19 i el nombre mitjà de persones que vivien en cada família era de 2,81.
Per edats la població es repartia de la següent manera: un 20% tenia menys de 18 anys, un 6,7% entre 18 i 24, un 23,7% entre 25 i 44, un 23,6% de 45 a 60 i un 26% 65 anys o més.
L'edat mediana era de 44 anys. Per cada 100 dones de 18 o més anys hi havia 96 homes.
La renda mediana per habitatge era de 25.536 $ i la renda mediana per família de 32.750 $. Els homes tenien una renda mediana de 25.568 $ mentre que les dones 15.469 $. La renda per capita de la població era de 14.319 $. Entorn del 16,1% de les famílies i el 25,5% de la població estaven per davall del llindar de pobresa.

## Poblacions més properes
El següent diagrama mostra les poblacions més properes.